# Lois Rosindale
Lois Rosindale (* 17. April 1990 in Leeds; verheiratete Lois Banks) ist eine ehemalige Duathletin und Triathletin aus dem Vereinigten Königreich. Sie ist U23-Duathlon-Vizeweltmeisterin (2010), nationale Triathlonmeisterin (2011) sowie U23-Europameisterin Duathlon (2013).

## Werdegang
Rosindale studierte an der Leeds Metropolitan University. Sie war zunächst als Leichtathletin aktiv und wandte sich 2009 dem Triathlon zu, um auf Anhieb die Britische Universitäts-Meisterschaft zu gewinnen. 2010 gewann Rosindale auch Bronze und Silber bei der U23-Duathlon-Europa- bzw. Weltmeisterschaft.
2011 belegte Rosindale Platz 25 bei der Elite-Triathlon-EM. Am Mix-Relay-Bewerb nahmen die englischen Elite-Triathleten nicht teil, obwohl ihnen mit den Einzelwertungsgewinnern Alistair und Jonathan Brownlee, beide so wie auch Rosindale aus Leeds, eigentlich ein Spitzenplatz sicher gewesen wäre.
In Frankreich nahm Rosindale an der Clubmeisterschaftsserie Lyonnaise des Eaux teil. Im Juni 2013 wurde sie im niederländischen Holten U23-Europameisterin Triathlon.
Rosindale studierte an der Leeds Metropolitan University Sport und Bewegung. Sie trat für den Leeds & Bradford TC an, wurde von Jack Maitland gecoacht und gehörte der in Leeds beheimateten Nationalmannschaft (High Performance Triathlon Squad) an.
Bei der Europameisterschaft auf der olympischen Kurzdistanz wurde sie im Juni 2014 im Juni Fünfte. Nach einer Verletzung 2014 trat sie nicht mehr international in Erscheinung.

### Privates
Im März 2016 erklärte die mittlerweile mit Tim Banks verheiratete und damals 25-jährige Lois Banks ihre aktive Zeit für beendet. Die beiden leben in Leeds.

## Sportliche Erfolge

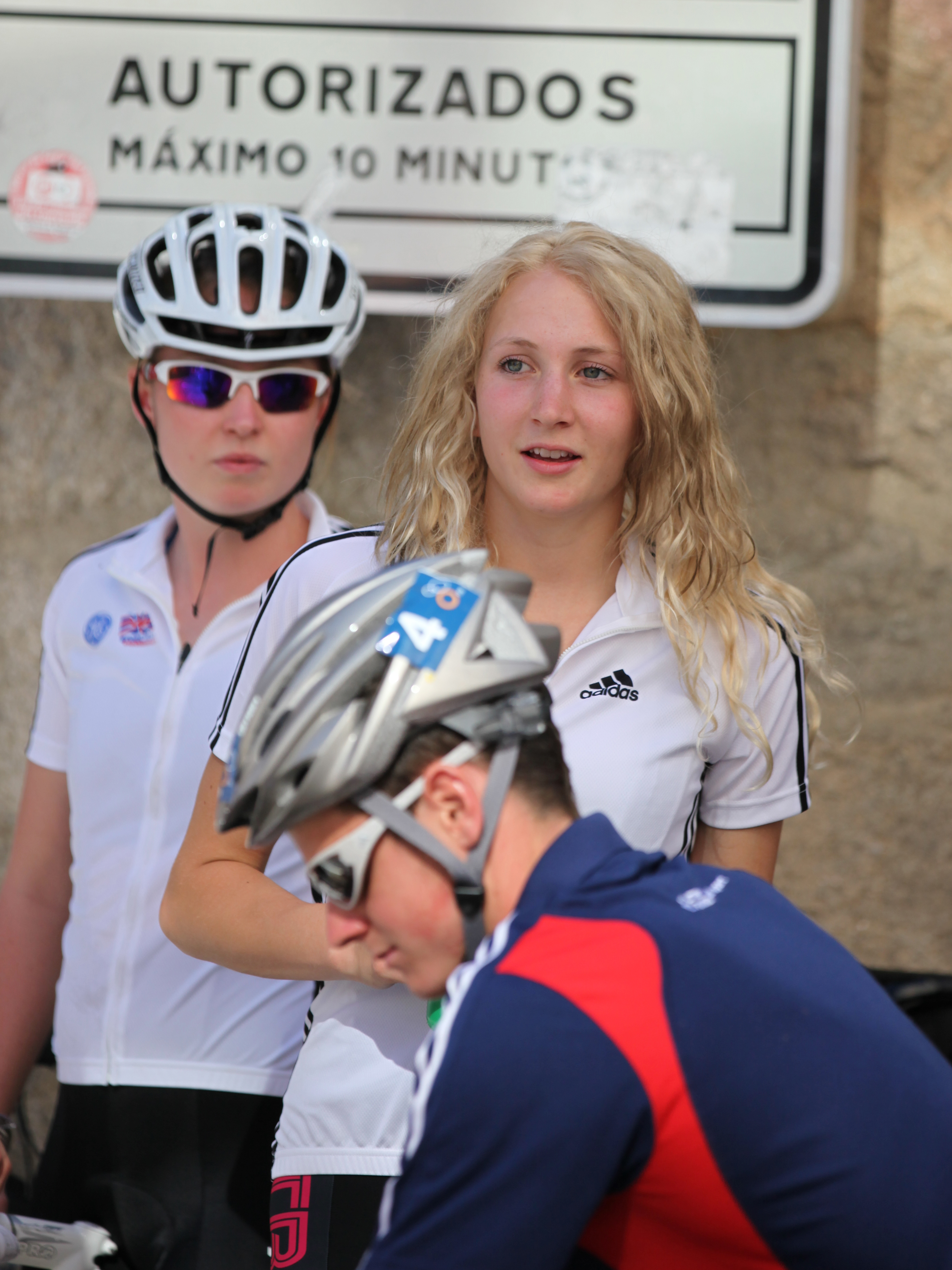
Lois Rosindale feuert bei der EM in Pontevedra 2011 an

| Datum/Jahr    | Rang | Wettbewerb                                      | Austragungsort | Zeit     | Bemerkung |
| ------------- | ---- | ----------------------------------------------- | -------------- | -------- | --- |
| 27. Juli 2014 | 3    | ETU Triathlon European Cup                      | Banyoles       | 02:00:07 | hinter der Siegerin Alexandra Cassan-Ferrier                                                                    |
| 21. Juni 2014 | 3    | ETU Triathlon European Championship Mixed Relay | Kitzbühel      | 00:25:37 | Europameisterschaft auf der olympischen Kurzdistanz – im Team mit Marc Austin, Holly Lawrence und Matthew Sharp |
| 20. Juni 2014 | 5    | ETU Triathlon European Championships            | Kitzbühel      | 02:11:35 | Europameisterschaft auf der olympischen Kurzdistanz                                                             |
| 29. Juni 2013 | 1    | ETU Triathlon European Championship U23         | Rijssen-Holten | 02:05:53 | U23-Europameisterin Triathlon                                                                                   |
| 2011          | 1    | GBR Triathlon National Championships            | Windsor        |          | Nationale Meisterin Triathlon                                                                                   |
| 30. Juli 2011 | 3    | London Triathlon                                | London         | 02:00:01 | hinter der Siegerin Jodie Stimpson                                                                              |
| 24. Juni 2011 | 25   | ETU Triathlon European Championships            | Pontevedra     | 02:09:24 | Europameisterschaft                                                                                             |

| Datum/Jahr    | Rang | Wettbewerb                             | Austragungsort | Zeit     | Bemerkung |
| ------------- | ---- | -------------------------------------- | -------------- | -------- | --------- |
| 3. Sep. 2010  | 2    | ITU Duathlon World Championship U23    | Edinburgh      | 02:15:56 |           |
| 30. Apr. 2010 | 3    | ETU Duathlon European Championship U23 | Nancy          | 01:56:50 |           |

(DNF – Did Not Finish)